# Anan (Haute-Garonne)
Anan település Franciaországban, Haute-Garonne megyében. Lakosainak száma 265 fő (2022. január 1.). Anan L’Isle-en-Dodon, Montesquieu-Guittaut, Puymaurin, Saint-Frajou és Saint-Laurent községekkel határos.

## Népesség
A település népességének változása:
| Lakosok száma | 270  | 244  | 238  | 217  | 228  | 242  | 243  | 253  | 258  | 265  |
|               | 1968 | 1982 | 1990 | 2006 | 2013 | 2015 | 2017 | 2019 | 2020 | 2022 |